# Мила Стојнић
Милосава „Мила“ Царичић Стојнић (Беране, 1. фебруар 1924 – Београд, 22. мај 2003) била је српска и југословенска књижевница, слависта, филолог, преводилац, професор на Филолошком факултету у Београду.
Раскошна личност Миле Стојнић јасно се истицала у даровитој генерацији слависта којој је припадала. Њен разнострани дух оживљавао је оно чега би се дотакао, била то стара или савремена књижевност, руска или српска књижевност, поетика или лингвистика, лингводидактика или психолингвистика, историја књижевних идеја или историја српско-руских веза, версификација или теорија превођења, фолклор или филозофија.
Бавећи се различитим проблемима, и теоријским и врло конкретним, Мила Стојнић је долазила у додир с различитим људима – од научника највишег светског угледа до почетника у науци и настави, којима је поклањала пажњу и љубав као и познатима, јер је веровала у потенцијалну величину сваког људског бића, и настојала да је пронађе и развије. Људи су то знали, осећали, волели су је и поштовали. Била је средиште у којем су се сустицале многобројне, веома различите животне и професионалне појединачне судбине - и научничке, и уметничке, и наставничке, и духовне, и организационе, и чисто пријатељске.

## Биографија
Мила Стојнић се родила у Беранама 1. фебруара 1924. године у Краљевини Срба, Хрвата и Словенаца (данашња Црна Гора). Матурирала је 1942. године у Првој женској гимназији у Београду. Дипломирала је 1949. године на Филолошком факултету у Београду, где је и докторирала 1968. године са тезом „Симболистичка доктирина Андреја Белог“ код ментора Сретена Марића.

## Каријера
1949. године Мила Стојнић је почела наставно-научну каријеру као асистент у Институту за источне и западне словенске језике и књижевности САНУ и Институту за експерименталну фонетику и патологију говора и изучавање страних језика. Од 1956. године на Вишој педагошкој школи предаје руску књижевност, а од 1971. године до пензионисања предаје руску књижевност и друге предмете на Филолошком факултету у Београду.
Била је директор Више педагошке школе у Београду, управник Катедре за славистику Филолошког факултета у Београду, председник Славистичког друштва Србијe и председник Друштва за стране језике и књижевности Србијe, члан управе многих научних и стручних организацијa и друштава.
Држала је предавања и реферате на научним скуповима у више славистичких центара, као што су, поред Београда и Новог Сада, Москва, Краков, Беч, Рим, Падова, Павија и другим местима.
Руководила је међународним пројектом Матице српске и Института за славистику и балканистику Руске академијe наука "Руско-српске књижевне везе" и била је уредник неколико зборника радова с тог пројекта. Била је један од најактивнијих сарадника Зборника Матице српске за славистику.
Мила Стојнић је била пример личности према каквима се препознају поколења. Код ње су пленили ретка луцидност и широка ерудираност, размах мисли, оштрина запажања, инвентивност и огромна радна енергијa, а посебно потпуна посвећеност ономе што је радила. Било да је писала чланак или књигу, да је припремала или држала предавање, или разговарала с пријатељима, или са студентима, она није штедела својe умне и емотивне снаге него се у све уносила до краја и на најбољи могући начин, дајући пример како треба предано и интензивно живети и радити. Зато радови и предавања Миле Стојнић никога нису остављали равнодушним. Њена жива или написана реч била је упечатљива не само садржајем него и начином излагања – од боје гласа до јарке сликовитости говора, којa надахњујe на слушање или читање, на настављање и на развијање.
Захваљујући многим лепим странама својe природе Мила Стојнић је васпитавала пре свега примером, иако је добро знала и теоријску страну васпитања. Примером – да се на послу мора изгарати, да се у животу мора изгарати, да треба стално тежити вишем и бољем, да се треба стално мењати на бољe, да треба и узимати и давати, и кроз књиге и кроз живот уоpште. Њени многобројни пријатељи и поштоваоци, колеге, ученици и сарадници имају много разлога да буду трајно и искрено благодарни за оно што је Мила Стојнић дала њиховима умовима и душама.

## Награде и признања
За научни и наставни рад Мила Стојнић добила је многа признања у земљи и у иностранству. Међу њима су Плакета Матице српске (1975), Плакета Коларчевог универзитета (1985), Орден рада са црвеном звездом (1988), медаља "Ђуро Даничић" Филолошког факултета (1989), медаља "А.С. Пушкин" Међународне асоцијације професора руског језика и књижевности (1990) поред других признања. Као врстан преводилац Мила Стојнић је била добитник награде Удружења преводилаца Србије (1984).